# موتور حاجی عبدالرحمان (خاش)
موتور حاجی عبدالرحمان یا شیرآباد روستایی در دهستان پشتکوه بخش مرکزی شهرستان خاش استان سیستان و بلوچستان ایران است.

## جمعیت
بر پایه سرشماری عمومی نفوس و مسکن در سال ۱۳۹۵ جمعیت این روستا ۳۱ نفر (۱۲خانوار) بوده‌است.